# Sophora molloyi
Sophora molloyi är en ärtväxtart som beskrevs av Peter B. Heenan och De Lange. Sophora molloyi ingår i släktet soforor, och familjen ärtväxter. Inga underarter finns listade i Catalogue of Life.

## Bildgalleri

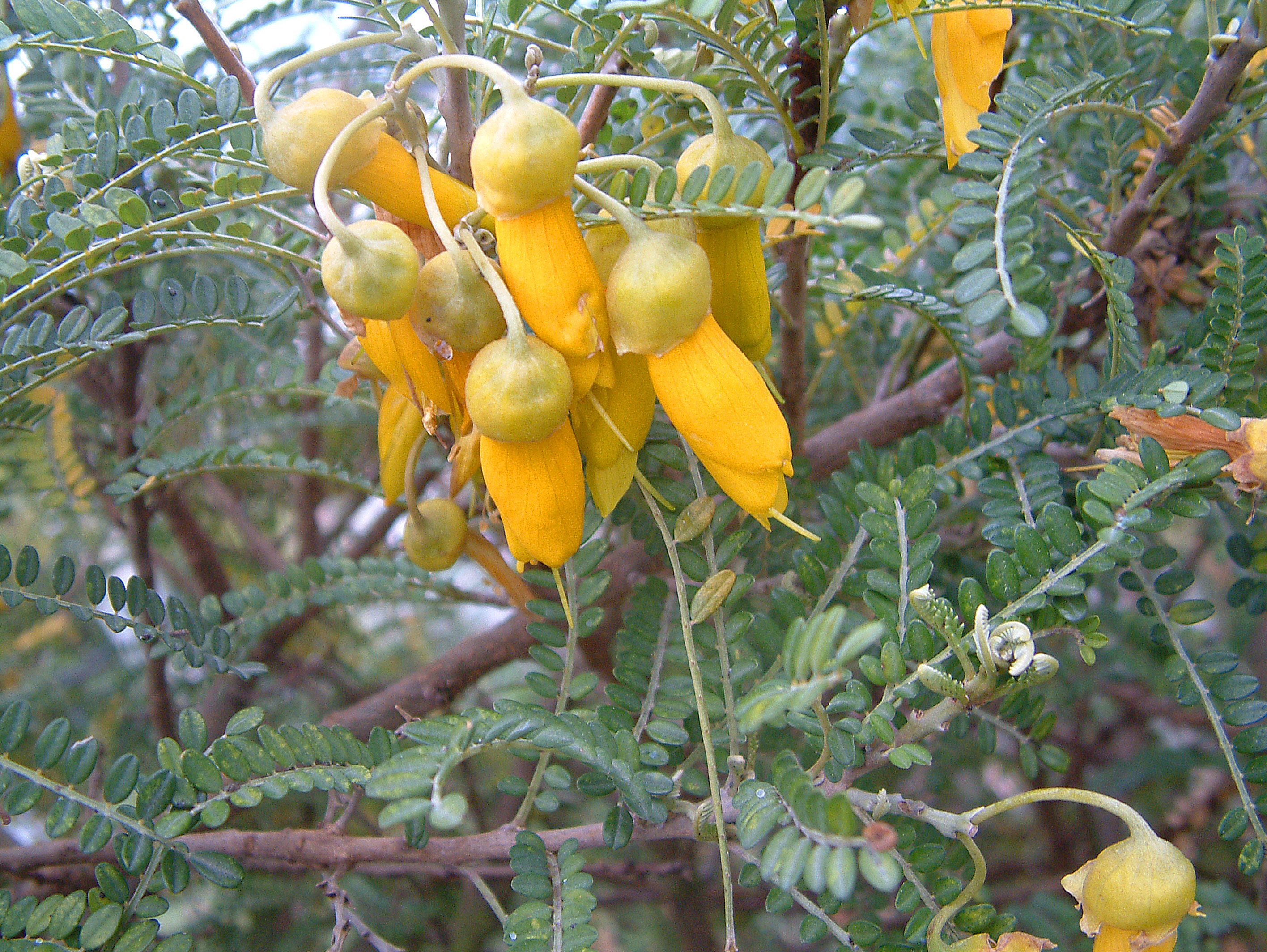
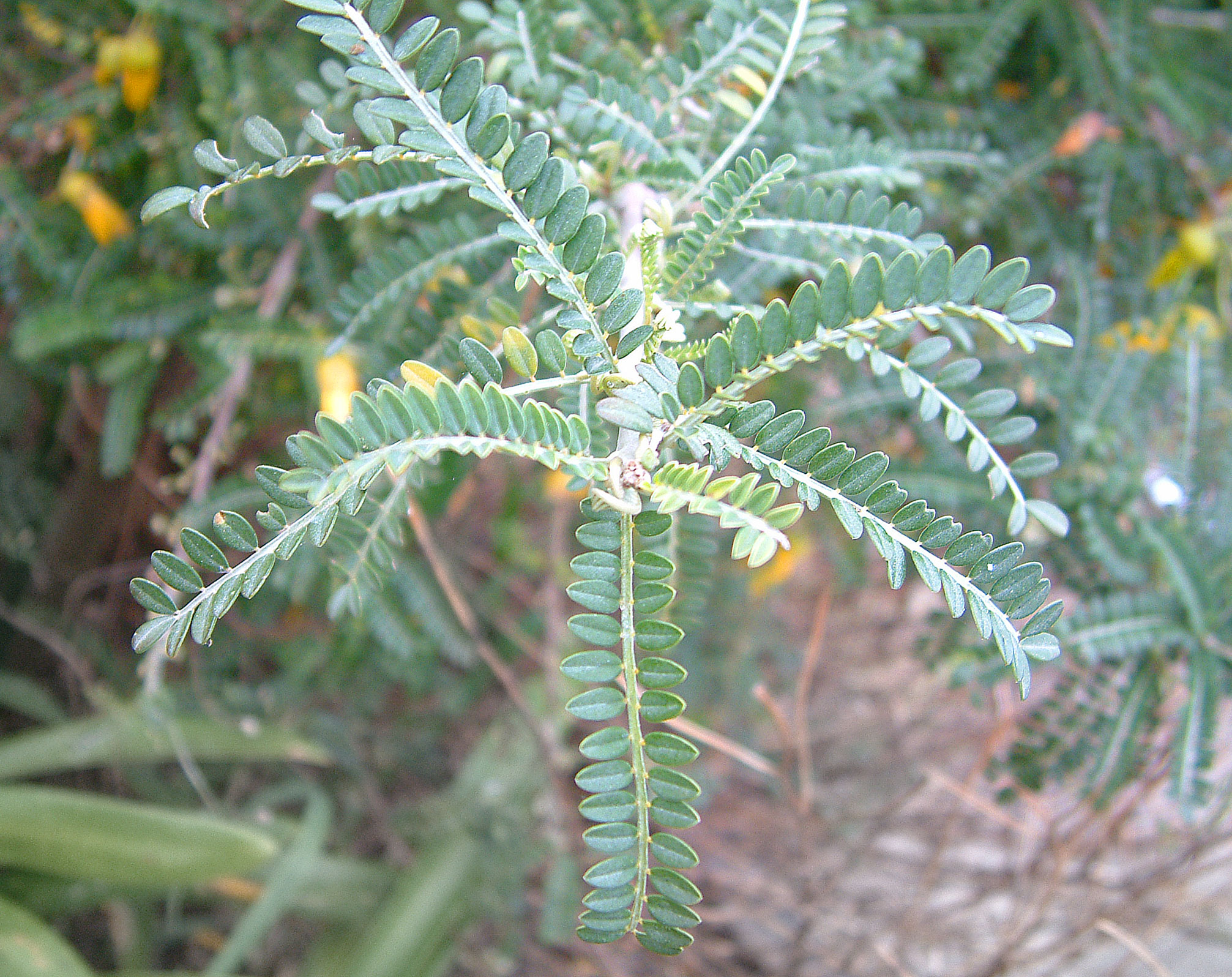